# 경북여자고등학교
경북여자고등학교(慶北女子高等學校)는 대한민국 대구광역시 중구 남산동에 있는 공립 고등학교이다.

## 학교 연혁
- 1926년 3월 27일 : 대구공립여자고등보통학교(大邱公立女子高等普通學校)로 설립 인가
- 1926년 4월 15일 : 대구시 장관동 가교사에서 개교식 거행(1·2학년 동시 모집·개학)
- 1927년 11월 17일 : 대구시 장관동 가교사에서 대구시 남산동 710 번지의 신교사로 이전(현재의 남관 자리)
- 1927년 11월 26일 : 신교사 낙성식 거행
- 1929년 3월 22일 : 제1회 졸업식 거행(졸업생 34명)
- 1938년 4월 1일 : 조선 교육령 개정에 의하여 학교명을 경북공립고등여학교(慶北公立高等女學校)로 개칭
- 1946년 9월 1일 : 학제 변경에 의하여 학교명을 경북여자중학교(慶北女子中學校)로 개칭, 6연제 학년당 4학급으로 개정(완성년도 학급수 24학급)
- 1951년 8월 20일 : 학제 변경에 의하여 학교명을 경북여자고등학교(慶北女子高等學校)로 개칭, 학년당 7학급으로 편성(완성년도 학급수 21학급)
- 1952년 8월 31일 : 학교명을 대구여자고등학교(大邱女子高等學校)로 개칭
- 1953년 9월 4일 : 학교명을 경북여자고등학교(慶北女子高等學校)로 개칭
- 1975년 4월 6일 : 부설방송통신고등학교 개교(1학년 461명 입학)
- 1986년 1월 30일 : 본관 교실 증축 준공
- 1986년 12월 30일 : 남관 신축(보통교실 13실, 특별교실 2실)
- 1991년 5월 14일 : 강당 및 학생복지관 준공
- 1996년 2월 29일 : 부설방송통신고등학교 폐교
- 2002년 4월 29일 : 백합관(도서관 건물) 준공
- 2006년 11월 13일 : 케미컬 테니스코트 및 선수 휴게실 신축 준공
- 2009년 11월 11일 : 교과부 지정 자율형 공립고로 확정
- 2012년 9월 10일 : 백합학사(기숙사) 개사
- 2019년 9월 1일 : 제30대 남영목 교장 취임
- 2020년 3월 1일 : 교과부 재지정 자율공립고등학교 운영(5년, 2020.03.01.~2025.02.28.)
- 2022년 1월 28일 : 제93회 졸업식(졸업생 337명, 총계 38,349명)
- 2022년 3월 2일 : 제96회 입학식(신입생 234명 9학급)

## 참고 자료
- 경북여자고등학교 - 한국교육학술정보원 학교알리미